# Mike Watt
Michael David Watt est un chanteur, compositeur et bassiste américain né le 20 décembre 1957 à Portsmouth, en Virginie. Il est parfois considéré comme un « bass-hero », comme il existe des « guitar-heroes ».

## Biographie
Il est le fondateur des groupes punk Minutemen et fIREHOSE, souvent cités comme inspirateurs de la scène rock alternative américaine, de Nirvana aux Red Hot Chili Peppers en passant par Sonic Youth.
Au milieu des années 1990, Mike Watt a entrepris une carrière solo que la maladie le força à interrompre en 2000. En guise de rééducation, il monta un groupe de reprises des Stooges avec Jay Mascis, bientôt rejoints par Ron, puis Scott Asheton.
En 2003, Iggy Pop remplace Jay Mascis au sein de la formation. Les membres historiques des Stooges sont donc à nouveau réunis pour la première fois depuis presque trente ans. Mike Watt devient alors officiellement le nouveau bassiste des Stooges, succédant à feu Dave Alexander (décédé en 1975). Lors des premiers concerts des Stooges reconstitués, il porte un T-shirt à l'effigie de Dave Alexander.
C'est également en 2003 que  Mike Watt a fait paraître son premier livre, Spiels Of A Minuteman, publié par l'éditeur québécois  L'Oie De Cravan. Il s'agit d'un livre entièrement bilingue, anglais / français, qui contient toutes les paroles de chansons que Watt avait écrites pour les Minutemen ainsi que  son journal de la seule tournée européenne des Minutemen (en compagnie de Black Flag en 1981). On y trouve aussi des textes de l'ancien copropriétaire de SST records Joe Carducci,  du guitariste de Sonic Youth  Thurston Moore, et du critique rock Richard Meltzer. Le tout accompagné de toutes les illustrations que Raymond Pettibon avait fait pour les albums des Minutemen.

## Discographie
- Ball-Hog or Tugboat? (1995, Columbia Records)